# Lindbergocapsus cepulus
Lindbergocapsus cepulus är en insektsart som först beskrevs av Henry 1982.  Lindbergocapsus cepulus ingår i släktet Lindbergocapsus och familjen ängsskinnbaggar. Inga underarter finns listade i Catalogue of Life.